# Nina Michelle
Nina Michelle (* 1. Mai 1968 in Vancouver) ist eine kanadische Jazzsängerin und Singer-Songwriterin, die in München lebt.

## Leben und Wirken
Michelles Vater ist ein professioneller Jazzmusiker; sie wuchs in Vancouver auf und erhielt seit dem Alter von 5 Jahren eine klassische Klavierausbildung. Nach einem Abschluss mit Auszeichnung setzte sie ihr Instrumental- und Gesangsstudium an der Capillano University fort. Weiterhin begann sie ein Kunststudium am Langara College und der Emily Carr Universität.
Während ihres Studiums trat Michelle zusammen mit ihrem Vater in Jazzclubs in British Columbia auf. 1996 erschien ihr Debütalbum „Nina Michelle Live“, das im „Vancouver’s Jazz Cellar“ entstanden war. Im Folgejahr wurde sie in Deutschland für ein Album mit den New Orleans Dixie Stompers verpflichtet und zog dann nach München.
Michelle ist mit mehreren Bigbands aufgetreten, darunter der SWR Big Band unter der Leitung von Max Greger. 2004 folgte ein Livealbum mit dem Munich Swing Orchestra sowie die von Max Greger junior produzierte CD Swinging Christmas. Als Schauspielerin wirkte Michelle 1998 in einer Nebenrolle in Oliver Storz’ Fernsehfilm „Gegen Ende der Nacht“ mit, wobei sie auch im Soundtrack als Sängerin zu hören ist. In der Fernsehserie „Sturm der Liebe“ hatte sie einen Gastauftritt als Sängerin.
Im eigenen Quartett trat sie mit Tizian Jost, Rocky Knauer und Guido May auf. Mit der Old Stoariegler Dixieland Band entstanden zwei Alben. Sie tourte in der Schweiz mit der Jazz Power von Charly Antolini und trat in den letzten Jahren auch mit ihm und den Jazz Ladies um Lindy Huppertsberg auf; in dieser Konstellation entstanden zwei Alben (2010, 2012). Zurück in Vancouver trat sie mit Linton Garner im Jazzclub Rossinis auf. Als Singer-Songwriterin stellte sie sich auf ihrem Album Love Confessions (2018) vor, das bei Flowerstreet Records erschien und auf dem Jazzfest München 2019 im Gasteig vorgestellt wurde.